# Papaver croceum
Papaver croceum — вид трав'янистих рослин родини макові (Papaveraceae), родом із Південного Сибіру, Середньої Азії, Північного Китаю. Етимологія: лат. croceum — шафраново жовтий. Передбачається, що P. croceum близький родич Papaver nudicaule, але це насправді різні види.

## Морфологічна характеристика
Це однорічні, дворічні або багаторічні трав'янисті рослини заввишки 30–40(50) см. Стебла безлисті, міцні й із жорсткими волосками. Листки в прикореневій розетці, довгочерешкові; пластини перисто-лопатеві, тонкі, блакитнувато-зелені. Квітки поодинокі, на кінцях стеблин, радіально симетричні, шириною 5–6 см; пелюсток 4, жовті, іноді жовтувато-червоні або червоні, рідко білі; чашолистків 2, падають, як відкривається квітка; тичинок багато. Плоди вузько-булавоподібні, довжиною 12–21 мм, голі або з рідким волоссям коробочки. Насіння розміром 0.5–0.6 x 0.8–1 мм, ниркоподібне, злегка блискуче, темно-коричневе, спинна сторона опукла, черевна — ввігнута. 2n = 14.

## Поширення
Рослина родом із Південного Сибіру, Середньої Азії, Північного Китаю. Натуралізований у холодних північних районах і в горах Європи (Ісландія, Австрія, Франція, Швейцарія, Італія, Норвегія, Словаччина) й Північної Америки (Ґренландія, Аляска, Юкон). Населяє луки, узбіччя, звалища і пустища. Декоративний вид, досить часто втікає.

## Галерея

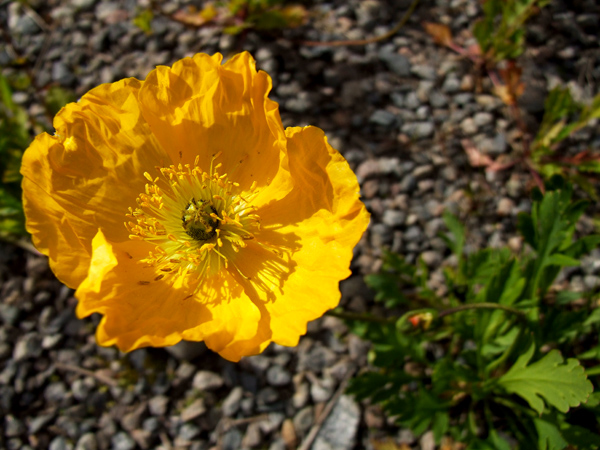
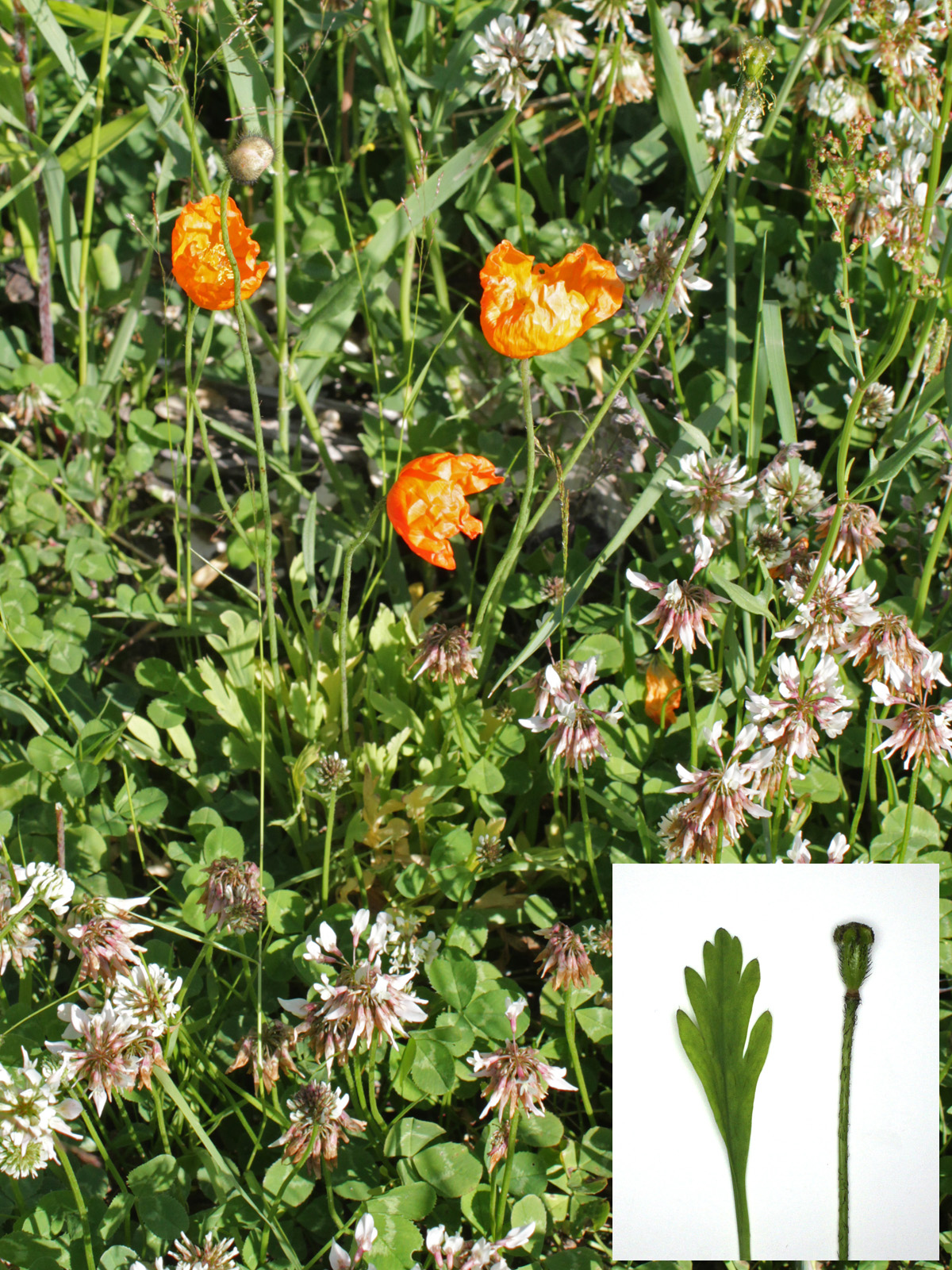